# RK Crvenka
RK Crvenka (vollständiger offizieller Name auf Serbisch: Pукометни клуб Црвенка, Rukometni Klub Crvenka) ist ein serbischer Handballverein aus Crvenka.

## Geschichte
Seine größten Erfolg feierte der 1952 gegründete Verein in den späten 1960ern und Anfang der 1970er. Während dieser Periode gewann der RK Crvenka 1967 den jugoslawischen Pokal und erreichte 1971 das Finale. 1968 wurde man Vizemeister und 1969 gewann man schließlich unter Vlado Štencl die jugoslawische Meisterschaft. Zudem erreichte man 1970 das Halbfinale des Europapokal der Landesmeister. Dort unterlag man dem SC Dynamo Berlin-Ost knapp mit insgesamt 19:20. In den Jahren 1973 und 1979 folgten zwei weitere Vizemeisterschaften. Die letzten großen Erfolge waren das Erreichen des Viertelfinales des Europapokal der Pokalsieger 1985, der Pokalsieg 1988 und das Erreichen des Pokalfinales 1999. Jahrelanger Hauptsponsor des Vereins ist der Nahrungsmittelkonzern Jaffa, der Süßwaren und andere Lebensmittel produziert.

## Bekannte ehemalige Spieler
- Čedomir Bugarski
- Jovica Elezović
- Jožef Holpert
- Milan Ivanović
- Nebojša Jokić
- Milan Jovanović
- Drago Jovović
- Mitar Markez
- Slobodan Mišković
- Stjepan Obran
- Radisav Pavićević
- Predrag Peruničić
- Zlatko Portner
- Dragan Škrbić

## Ehemalige bekannte Trainer
- Vlado Štencl